# 아신역
아신역(我新驛, Asin station)은 경기도 양평군 옥천면 아신리에 있는 수도권 전철 경의·중앙선의 전철역이다.
6번 국도와 인접해 있으며, 남한강을 바라보고 있는 형태로 있다. 2009년 12월 23일 수도권 전철 중앙선이 용문역까지 연장 개통되면서 수도권 전철 경의·중앙선 전동열차가 이 역에 정차한다. 무궁화호 열차는 정차하지 않고, 무정차 통과한다.

## 역명 유래
1914년 행정구역 대개편 때 아오와 신대의 이름을 따서 지은 이름이다.

## 역사
- 1959년 4월 1일 : 무배치간이역으로 영업 개시[2]
- 1960년 5월 15일 : 배치간이역으로 승격[3]
- 1967년 11월 15일 : 보통역으로 승격[4]
- 1983년 2월 1일 : 수소화물취급 중지[5]
- 1995년 10월 : 차내취급역으로 변경
- 2001년 9월 8일 : 신호장으로 격하[6]
- 2005년 4월 1일 : 직원철수 (무인신호장)
- 2008년 3월 10일 : 무배치간이역으로 역종 변경[7]
- 2008년 9월 1일 : 2008년 9월 1일 첫차부터 수도권 전철 중앙선 개통시까지 무궁화호 열차는 아신역에서 정차하지 않고, 무정차 통과
- 2008년 12월 1일 : 무궁화호 열차는 무정차 통과
- 2009년 12월 18일 : 역원 배치 간이역으로 변경
- 2009년 12월 23일 : 수도권 전철 중앙선 개통[8]

## 역 구조
2면 4선식 쌍섬식 승강장을 갖춘 지상역이다. 현재 스크린도어가 설치되어 있다.

### 승강장
| ↑ 국수          |
| ４３ \| ２１ \| |
| 오빈 ↓          |

| 1·2 | ● 수도권 전철 경의·중앙선 | 양평 · 용문 · 지평 방면 |
| 3·4 | ● 수도권 전철 경의·중앙선 | 덕소 · 회기 · 문산 방면 |

## 역 주변
- 남한강
- 아세아연합신학대학교
- 중부내륙고속도로·수도권제2순환고속도로 양평 나들목
- 양평노인전문병원
- 양평프라자휴게소
- 옥천냉면고장
- 아신역 갤러리

## 이용객 변동
2009년 자료는 개통일인 2009년 12월 23일부터 12월 31일까지인 9일 기준으로 환산한 것이다.
| 노선        | 노선 | 일평균 인원수 (명/일) | 일평균 인원수 (명/일) | 일평균 인원수 (명/일) | 일평균 인원수 (명/일) | 일평균 인원수 (명/일) | 일평균 인원수 (명/일) | 일평균 인원수 (명/일) | 일평균 인원수 (명/일) | 일평균 인원수 (명/일) | 일평균 인원수 (명/일) | 각주  |
| 노선        | 노선 | 2005년                | 2006년                | 2007년                | 2008년                | 2009년                | 2010년                | 2011년                | 2012년                | 2013년                | 2014년                | 각주  |
| ----------- | ---- | --------------------- | --------------------- | --------------------- | --------------------- | --------------------- | --------------------- | --------------------- | --------------------- | --------------------- | --------------------- | ----- |
| 경의·중앙선 | 승차 | 미개통                | 미개통                | 미개통                | 미개통                | 437                   | 584                   | 688                   | 757                   | 800                   | 868                   | [ 9 ] |
| 경의·중앙선 | 하차 | 미개통                | 미개통                | 미개통                | 미개통                | 418                   | 569                   | 692                   | 769                   | 823                   | 890                   | [ 9 ] |
| 노선        | 노선 | 2015년                | 2016년                | 2017년                | 2018년                | 2019년                | 2020년                | 2021년                | 2022년                | 2023년                |                       | [ 9 ] |
| 경의·중앙선 | 승차 | 885                   | 900                   | 825                   | 753                   | 724                   | 488                   | 509                   | 570                   | 610                   |                       | [ 9 ] |
| 경의·중앙선 | 하차 | 899                   | 904                   | 828                   | 754                   | 732                   | 486                   | 513                   | 570                   | 605                   |                       | [ 9 ] |

## 사진

아신역 구 역사 (현재는 철거되었다.)

## 인접한 역
| 중앙선                        | 중앙선                                               | 중앙선                        |
| ----------------------------- | ---------------------------------------------------- | ----------------------------- |
| K132 국수 문산 방면 문산 방면 | ● 수도권 전철 경의·중앙선 본선 완행 경의선 본선 급행 | K134 오빈 지평 방면 용문 방면 |